# Alekséievka (Nijni Nóvgorod)
Alekséievka — Алексеевка (rus) — és un poble (un possiólok) a l'óblast de Nijni Nóvgorod, a Rússia, segons el cens del 2010 tenia 6 habitants, pertany al municipi de Bolxoie Andóssovo.